# Jüdischer Friedhof (Golčův Jeníkov)

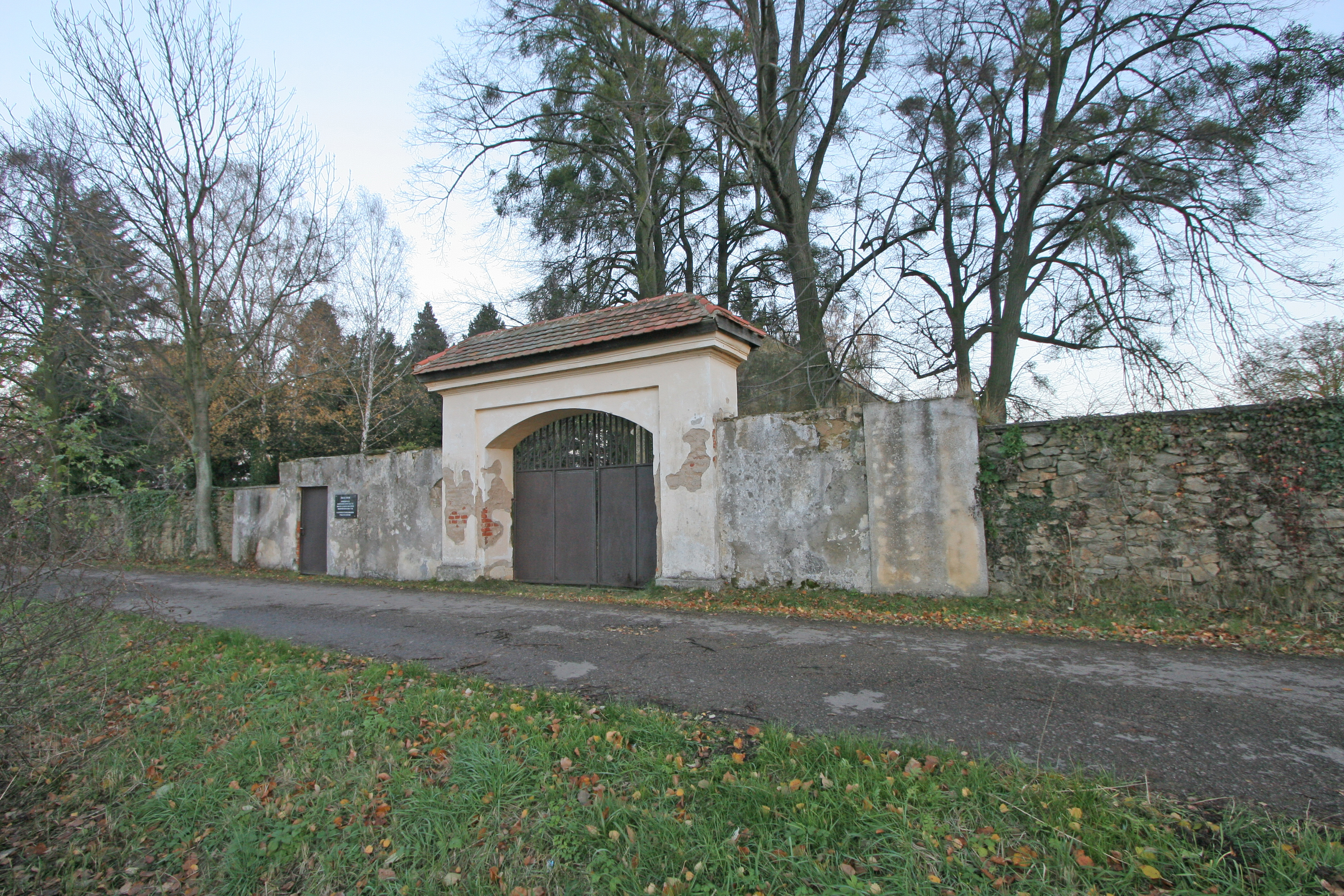
Jüdischer Friedhof in Golčův Jeníkov

Der unter Denkmalschutz stehende Jüdische Friedhof in Golčův Jeníkov (deutsch Goltsch-Jenikau) in Tschechien befindet sich etwa 600 Meter westlich der Gemeinde und gehört zu den ältesten jüdischen Friedhöfen in Böhmen.

## Geschichte
Einigen Quellen zufolge wurde der Friedhof bereits in der ersten Hälfte des 14. Jahrhunderts gegründet und wurde später mehrfach erweitert; wahrscheinlicher ist jedoch eine Gründung im 17./18. Jahrhundert. Er nimmt die Fläche von 7336 m² ein, die jedoch nur zu etwa zwei Dritteln mit Grabsteinen gefüllt ist; es sind rund 1500 Grabsteine, darunter auch drei Gräber von Rabbinern (Jakob Jitzhakovi ha Lewi, zwei gehörten der Familie Kornfeld an). Der älteste gefundene Grabstein stammt aus dem Jahr 1706. Die letzten Begräbnisse fanden in den 1930er Jahren statt.
Seit 1958 ist der Friedhof als Kulturdenkmal anerkannt.